# Modo de galería

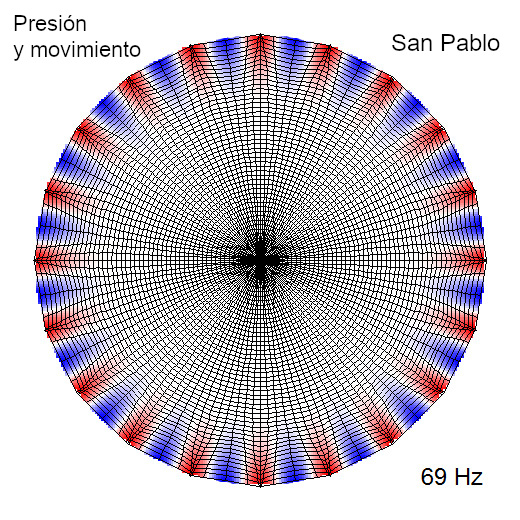
Instantánea de un modo de galería acústicos, calculada a una frecuencia de 69 Hz en un cilindro de aire cerrado del mismo diámetro (33,7 m)del gabinete de secretos de la Catedral de San Pablo. El rojo y el azul representan presiones de aire más altas y más bajas, respectivamente, y las distorsiones en las líneas de la cuadrícula muestran los desplazamientos. En el caso de las ondas que viajan en un sentido alrededor de la galería, las partículas de aire se mueven siguiendo trayectorias elípticas.

En física, los modos de galería u ondas de galería (del inglés whispering gallery modes, modos de gabinete de secretos), son un tipo de ondas que puede viajar alrededor de una superficie cóncava. Descubiertas originalmente para el caso de las onda sonoras en el gabinete de secretos de la catedral de San Pablo de Londres. Estos modos pueden existir para la luz y para otros fenómenos ondulatorios, con importantes aplicaciones en ensayos no destructivos, análisis con láser, enfriamiento láser y sensores, así como en astronomía.

## Introducción
Los modos de galería fueron explicadas por primera vez para el caso del gabinete de secretos la catedral de San Pablo de Londres alrededor de 1878 por Lord Rayleigh, quien revisó una idea errónea anterior de que las conversaciones en voz baja podían escucharse a través de la cúpula, pero no en ninguna posición intermedia. Explicó el fenómeno de la transmisión de los susurros con una serie de rayos sonoros reflejados especularmente que describen cuerdas de la galería circular. Al ceñirse a las paredes, el sonido debería decaer en intensidad solo como la inversa de la distancia, en lugar de manera inversa cuadrática como en el caso de una fuente puntual de sonido que irradia en todas direcciones. Esto explica que los susurros sean audibles en toda la galería.
Rayleigh desarrolló teorías ondulatorias para el caso de la catedral de San Pablo en 1910 y 1914. El ajuste de las ondas sonoras dentro de una cavidad implica la física de la resonancia, basada en la interferencia de las ondas. En función de la geometría del recinto, el sonido puede producir este fenómeno solo en ciertos tonos, como en el caso de los tubos de órgano. El sonido forma patrones llamados modos, como se muestra en el diagrama.
Se sabe de muchos otros monumentos que muestran este fenómeno, como el Gol Gumbaz en Bijapur y el Templo del Cielo en Beijing.
En la definición estricta de ondas de galería, no pueden existir cuando la superficie guía se vuelve recta. Matemáticamente esto corresponde al límite de un radio de curvatura infinito, situación contraria a la de las ondas que se transmiten por el efecto de la curvatura de la pared.

## Ondas acústicas
Las ondas de galería acústicas aparecen en una amplia variedad de sistemas. Entre los ejemplos se incluyen las vibraciones sismológicas a través de la Tierra o las estrellas.
Estas ondas de galería acústicas se pueden utilizar por ejemplo en ensayos no destructivos en forma de ondas que circulan alrededor de orificios llenos de líquido. También se han detectado en cilindros sólidos y esferas, con aplicaciones en sensores y visualización de movimientos en discos microscópicos.
Las ondas de galería se conducen de manera más eficiente en esferas que en cilindros, ya que los efectos de la difracción acústica (diseminación lateral de la onda) se compensan completamente.

## Ondas electromagnéticas

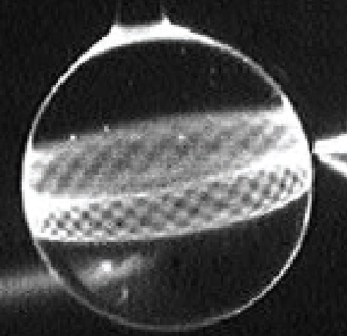
Modos de galería ópticos en una esfera de vidrio de 300 μm de diámetro fotografiados experimentalmente con una técnica de fluorescencia. La punta de una fibra óptica cortada en ángulo, visible a la derecha, excita los modos en la región roja del espectro óptico.

Las ondas de galería también existen para la luz. Se han producido en esferas microscópicas de vidrio o tori, por ejemplo, con aplicaciones en lasing, optomechanical cooling, peine de frecuencias ópticas generación y sensing óptico. Las ondas luminosas son guiadas casi perfectamente por reflexión interna total, por lo que se consiguen factores de calidad superiores a 1010. Esto es mucho mayor que los mejores valores, alrededor de 104, que se pueden obtener de manera similar en acústica. Los modos ópticos en un resonador tienen inherentemente pérdidas debido a un mecanismo similar al efecto túnel. Como resultado, la luz en este modo experimenta un grado de pérdida de radiación incluso en condiciones teóricamente ideales. Este canal de pérdida se conoce a partir de investigaciones sobre la teoría guiado de ondas ópticas y se denomina atenuación de rayos en túnel en el campo de las fibras ópticas. El factor Q es proporcional al tiempo de caída de las ondas, que a su vez es inversamente proporcional tanto a la tasa de dispersión superficial como a la absorción de las ondas en el medio que constituye la galería. En galerías caóticas, se han estudiado las ondas luminosas en forma de galería, cuyas secciones transversales se desvían de un círculo. Y esas ondas se han utilizado en aplicaciones de información cuántica.
También se han demostrado modos de galería para otras radiaciones electromagnéticas, como ondas de radio, microondas, radiación de terahercios, radiación infrarroja, ultraviolet waves y rayos X. Más recientemente, con el rápido desarrollo de las tecnologías de microfluidos, han surgido muchos sensores integrados, combinando la portabilidad de los dispositivos de laboratorio en chip y la alta sensibilidad de estos resonadores. Las capacidades de manejo eficiente de muestras y detección de analitos multiplexados que ofrecen estos sistemas han dado lugar a muchas aplicaciones de detección biológica y química, especialmente para la detección de partículas individuales o biomoléculas.

## Otros sistemas
Se han observado ondas de galería en forma de ondas de materia neutrónicas, y electrónicas, y se han propuesto como explicación para las vibraciones de un solo núcleo). También se han observado ondas en las vibraciones de películas de jabón, así como en las vibraciones de placas delgadas. Así mismo, existen analogías de ondas de galería para ondas gravitatorias en el horizonte de sucesos de un agujero negro. Se ha demostrado un híbrido de ondas de luz y electrones, conocido como resonancia de plasmones en forma de ondas de galería, y lo mismo para excitones-polaritones en semiconductores. Por último, se han creado galerías que contienen simultáneamente ondas de galería acústicas y ópticas, y que exhiben un acoplamiento de modos muy fuerte y efectos coherentes. y se han observado estructuras híbridas de galería en sólidos, fluidos y óptica.